# Paweł Wojciechowski (calciatore 1990)
Paweł Wojciechowski (Breslavia, 24 aprile 1990) è un calciatore polacco, attaccante del Ślęza Breslavia.

## Carriera
Comincia la sua carriera da professionista nell'Heerenveen, con cui esordisce nell'Eredivisie (la massima divisione del campionato olandese) il 1º novembre 2008 in occasione della gara casalinga contro l'AZ terminata 3-3, nella quale segna una rete.
Nell'estate del 2010 passa al Willem II, in cui milita per due stagioni. La prima nella Eredivisie, mentre la seconda a causa della retrocessione nella Eerste Divisie.
Il 18 agosto 2012 si trasferisce al Minsk, militante nella massima divisione del campionato bielorusso.

## Palmarès

### Competizioni nazionali
- Coppa dei Paesi Bassi: 1

Heerenveen: 2008-2009
- Coppa di Bielorussia: 1

Minsk: 2012-2013
- Coppa di Polonia: 1

Zawisza Bydgoszcz: 2013-2014